# Берг (Палатинат)
Берг (њем. Berg) општина је у њемачкој савезној држави Рајна-Палатинат. Једно је од 31 општинског средишта округа Гермерсхајм. Према процјени из 2010. у општини је живјело 2.122 становника. Посједује регионалну шифру (AGS) 7334002.

## Географски и демографски подаци
Берг се налази у савезној држави Рајна-Палатинат у округу Гермерсхајм. Општина се налази на надморској висини од 108 метара. Површина општине износи 6,8 km². У самом мјесту је, према процјени из 2010. године, живјело 2.122 становника. Просјечна густина становништва износи 314 становника/km².

## Међународна сарадња
| Мјесто      | Држава   | Врста сарадње | Од    |
| ----------- | -------- | ------------- | ----- |
| Фордернберг | Аустрија | партнерство   | 1982. |
| Извор       |          |               |       |